# Gaspard van der Heyden
Gaspard van der Heyden (también conocido como Gaspar à Myrica). (c. 1496 - c. 1549), fue un orfebre, grabador, maestro impresor y constructor neerlandés del siglo XVI. Conocido entre los humanistas de Lovaina, así como entre los científicos y matemáticos por construir instrumentos astronómicos de precisión, entre ellos globos terráqueos y celestes.

## Obras

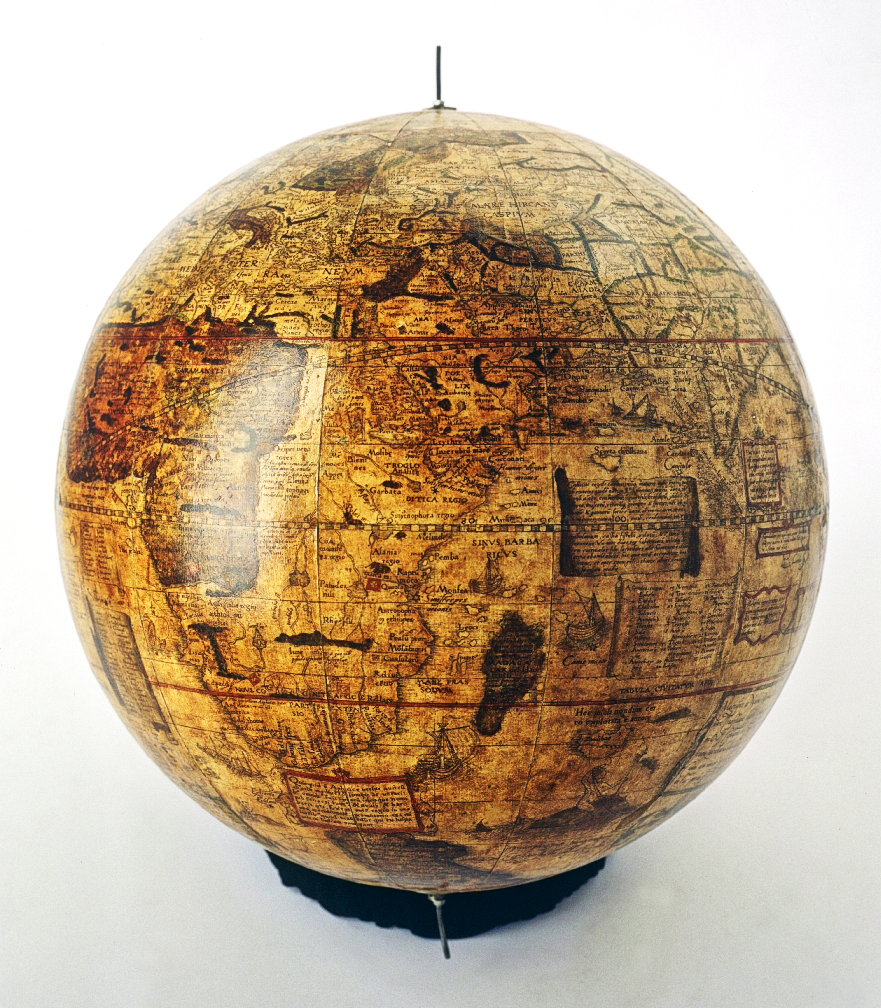
Globo terráqueo elaborado por Gemma Frisius, Gerardus Mercator y Gaspar Van der Heyden.

Se menciona en la literatura como colaborador de Gerard Mercator y Gemma Frisius en el año 1537 para elaborar dos globos, uno de ellos estelar (que es una proyección de las distintas constelaciones de estrellas sobre la esfera celeste) y el otro, terráqueo.